# Кучерявый, Виктор Дмитриевич
Виктор Дмитриевич Кучерявый (1898—1940) — старший политрук Рабоче-крестьянской Красной Армии, участник советско-финской войны, Герой Советского Союза (1940).

## Биография
Виктор Кучерявый родился 1 мая 1898 года в городе Сураж. Участвовал в Первой мировой войне. В феврале 1918 года он добровольно пошёл на службу в Красную гвардию. С того же года Кучерявый на службе в Рабоче-крестьянской Красной Армии. Участвовал в боях Гражданской войны. В 1921 году Кучерявый был демобилизован, после чего работал в милиции. После окончания в 1931 году Минского коммунистического университета руководил сначала совхозом, затем Чериковским райисполкомом Могилёвской области Белорусской ССР. В 1939 году Кучерявый повторно был призван в армию. Участвовал в польском походе и советско-финской войне.
К февралю 1940 года старший политрук Виктор Кучерявый был инструктором политотдела 8-й стрелковой дивизии 23-го стрелкового корпуса 13-й армии Северо-Западного фронта, одновременно исполнял обязанности комиссара батальона 151-го стрелкового полка. 12 февраля 1940 года в районе посёлка Кюрёля Кучерявый поднял свой батальон в атаку и выбил финские войска с их позиций. В том бою Кучерявый погиб. Похоронен в братской могиле в Красносельском.
Указом Президиума Верховного Совета СССР от 7 апреля 1940 года за «образцовое выполнение боевых заданий командования на фронте борьбы с финской белогвардейщиной и проявленные при этом отвагу и геройство» старший политрук Виктор Кучерявый посмертно был удостоен высокого звания Героя Советского Союза. Также посмертно был награждён орденом Ленина.
В честь Кучерявого названа улица в Черикове.

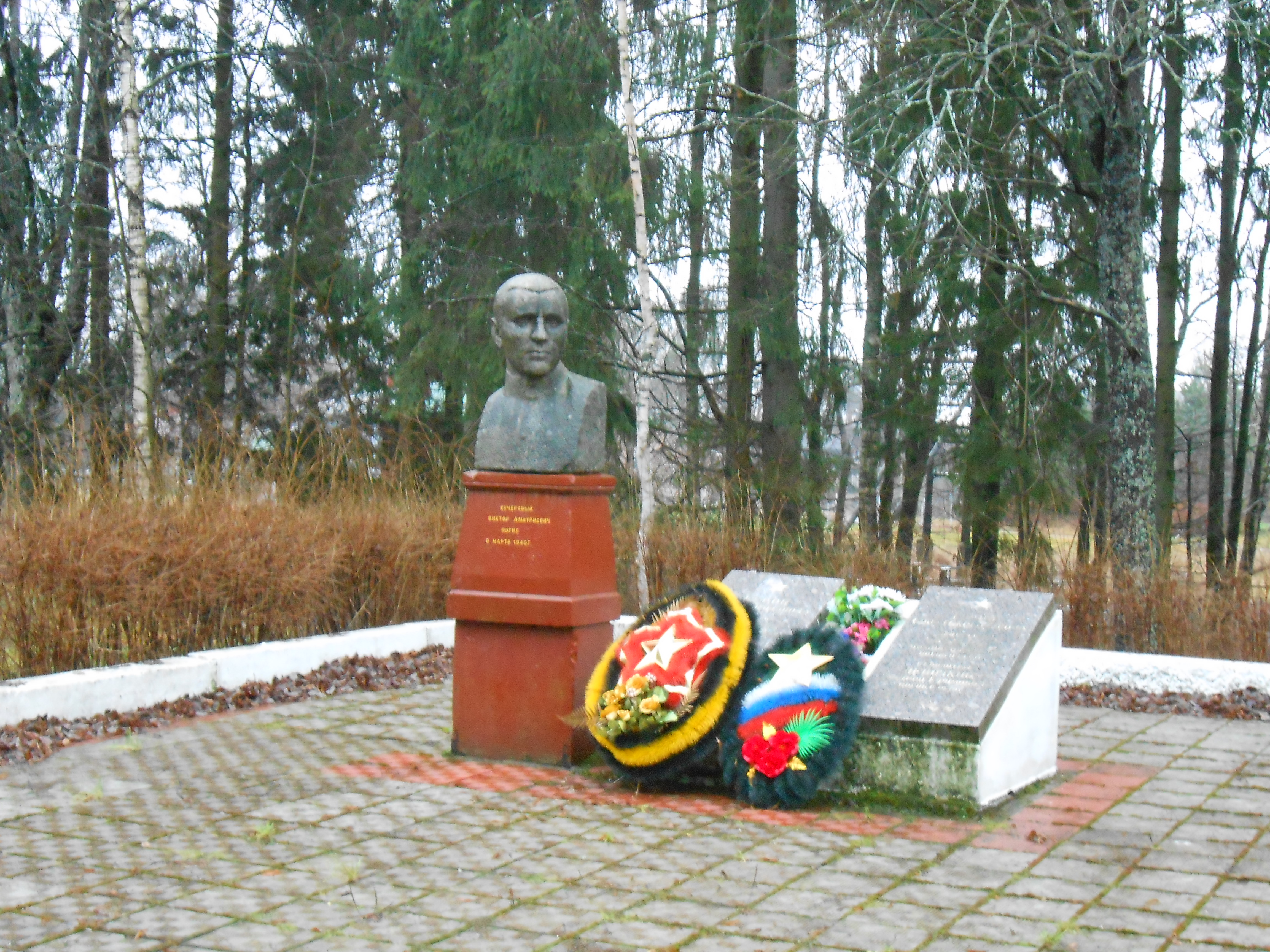
Братская могила красноармейцев и советских воинов, погибших в годы Гражданской, советско-финляндской и Великой Отечественной войн: кладбище, Красносельское, Выборгский район, Ленинградская область